# Silifke
Silifke (v historických záznamech též latinsky Seleucia ad Calycadnum, starořecky Σελεύκεια) je město v provincii Mersin v Turecku, na břehu Středozemního moře. Protéká ním řeka Göksu Nehri. V roce 2020 zde žilo 125 173 obyvatel.

## Poloha
Město leží 73 km od města Mut, 85 km od hlavního města provincie Mersin a 55 km od města Gülnar; západně od Erdemli, východně od Gülnaru, jižně od města Mut, mezi pohořím Taurus a Středozemním mořem. Severně a západně od Silifke leží vrcholky s nadmořskou výškou okolo 300 m, které mají dále podobu větších pohoří.
Silifke leží na důležitých silnicích spojujících Mersin se Střední Anatolií. Přes Silifke vede rozestavěná středomořská pobřežní dálnice. Prochází tudy také silnice D400, která vede po celém středomořském pobřeží Turecka.

## Historie

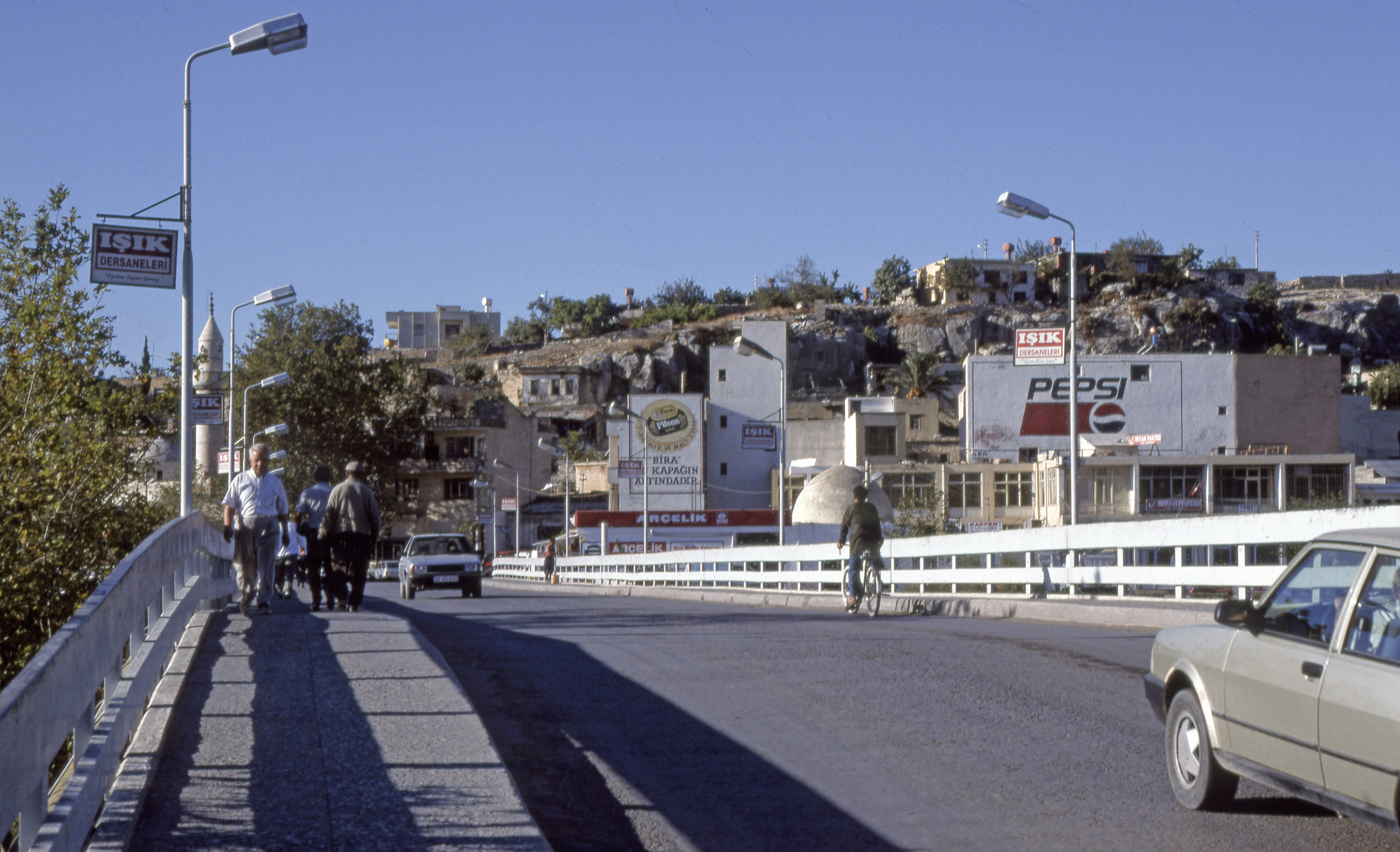
Střed města v roce 1996.

Oblast současného města byla osídlena již v mladší době kamenné. Předpoklad trvalého osídlení zde pochází z doby 4. tisíciletí př. n. l., kdy zde měli žít Luwiové. Město se rozvinulo v lokalitě, kudy směřovala dřívější obchodní trasa od moře (resp. od Mersinu) do střední Anatolie.
První známka o bojích mezi místními a Seldžuckými Turky je doložena z roku 1137. V osmanské říši mělo město statut kazy.
Po vystěhování místních Řeků byly jejich majetky zabaveny a přerozděleny tureckým státem. Mezi nimi vynikala velká olivová plantáž.
Až do roku 1933 bylo město centrem provincie İçel v rámci turecké republiky.

## Obyvatelstvo
Obyvatelstvo je dnes národnostně homogenní s tureckou většinou. Zastoupena je zde turkmenská menšina.

## Veřejná zeleň a parky
Při břehu řeky se nachází městský park pojmenovaný podle místní řeky (Göksu parki).

## Ekonomika
Krajina východně od města, kde řeka Göksu Nehri ústí do moře, je intenzivně zemědělsky využívána. Časté je také pěstování zeleniny ve sklenících. Rozšířen je rovněž i chov dobytka. V samotném městě jsou z řeky Göksu vyvedené zavlažovací kanály.
Malá část místní ekonomiky stojí na turistice. Jinak je zde zastoupen také průmysl, především textilní a dále potravinářský (konzervované ovoce, nápoje aj).

## Pamětihodnosti a kultura

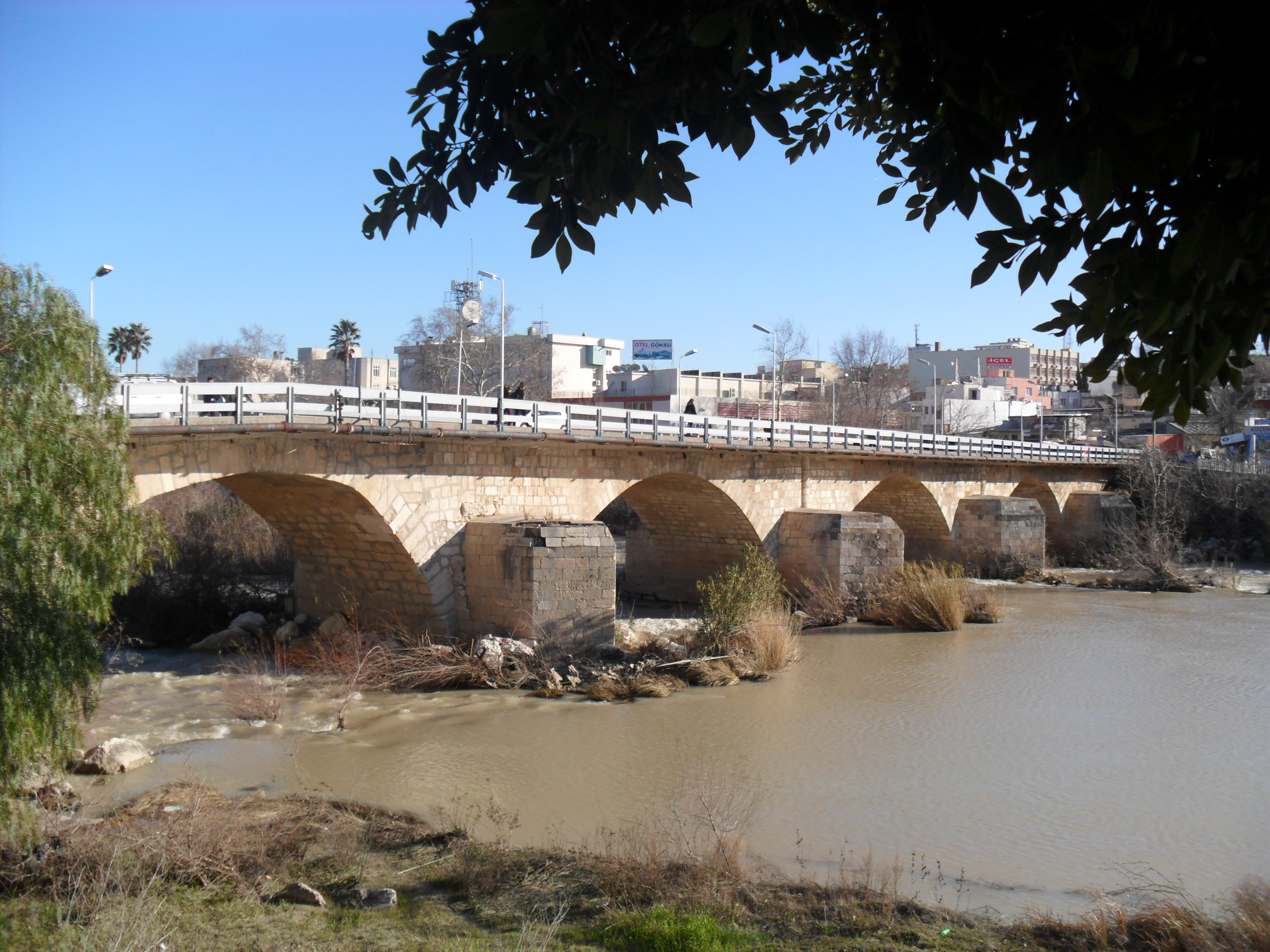
Kamenný most.

Mezi pamětihodnosti města patří např. pevnost, která leží jihozápadně od středu města, na velkém návrší a také kamenný most ve středu města. Na jeho jižním konci je potom mešita Alâeddin Camii, která byla postavena ještě před příchodem Osmanů za vlády sultána Rúmského sultanátu, Kejkubáda I. Další dvě významné mešity ve městě jsou Stará mešita (turecky Ulu Camii) a mešita Reşadiye. Na třídě İnönü Caddi potom stojí pozůstatky římského chrámu, nejspíše Jupiterova.
Dále od středu města se nacházejí pozůstatky byzantského kostela s názvem Hagia Tekla. Nedaleko od Silifke se také nachází starobylé město Uzuncaburç a krasové závrty Cennet a Cehennem.
V závěru měsíce května se zde pravidelně koná Mezinárodní hudební a folklorní festival. Známý je v Turecku díky kočovnickým stanům, které jsou zde vždy rozmístěny.

## Doprava
Obcí prochází silnice D 400, která vede po jižním tureckém pobřeží. Železniční spojení Silifke se zbytkem země nemá. Silnice č. D 715 potom vede do tureckého vnitrozemí a k městu Mut.
Hlavní tahy obcházejí centrum města po obchvatu z jižní a východní strany.

## Sport
Silifke má vlastní městský stadion s kapacitou tisíc lidí.

## Osobnosti
- Yildiz Tüzün (1932–2021), sochařka
- Birol Ünel (1961–2020), herec